# Euxoa alko
Euxoa alko är en fjärilsart som beskrevs av John Kern Strecker 1899. Euxoa alko ingår i släktet Euxoa och familjen nattflyn. Inga underarter finns listade i Catalogue of Life.